# Cyrtophora hirta
Cyrtophora hirta är en spindelart som beskrevs av Ludwig Carl Christian Koch 1872. Cyrtophora hirta ingår i släktet Cyrtophora och familjen hjulspindlar.
Artens utbredningsområde är Queensland. Inga underarter finns listade i Catalogue of Life.